# Vallée du Rioumajou
La vallée du Rioumajou est une haute vallée glaciaire de la chaîne de montagnes des Pyrénées, au-dessus de la ville de Saint-Lary-Soulan dans la vallée d'Aure, dans le département français des Hautes-Pyrénées en Occitanie.

## Toponymie
En occitan, riou signifie « cours d’eau, ruisseau » et majou de maou signifie « mauvais » donc la vallée du mauvais ruisseau.

## Géographie

### Situation
Orientée sud-nord, la vallée s'étend sur environ 14 km de longueur avec une largeur entre 1,5 km et 7 km.
La vallée du Rioumajou est une vallée coincée entre le vallée du Moudang à l’ouest, la vallée de la Pez au sud-est dans le Louron, la montagne d’Eget au nord et la vallée de Chistau et la vallée de Bielsa dans l'Aragon au sud.
Elle est comprise entièrement dans la commune de Saint-Lary-Soulan.
La vallée est dans le massif de Suelza et la partie sud de la vallée est située sur la frontière franco-espagnole.

### Topographie
La vallée du Rioumajou est surplombée au sud par des sommets avoisinant les 3 000 mètres :
- à l’est : le cap du Mont (2 067 m), le pic de Pichebrou (2 183 m), le cap de Laubère (2 213 m), le pic de Bassia Sailla (2 430 m), le pic de Berdalade (2 703 m), le pic de Thou (2 743 m), le pic de Bocou (2 714 m), le pic de Lustou (3 023 m) et le col de Lustou (2 649 m) permettant le passage vers le Louron ;
- au sud : le pic d'Arriouère (2 866 m), le pic de Castet (2 646 m), le pic de l'Espade (2 832 m), le pic d'Ourdissétou (2 597 m), le tuco de Mommour (2 628 m), le tuquet de Cauarère (2 683 m), la pène de Millarioux (2 659 m), le pic de Cauarère (2 901 m), le pic de Batoua (3 034 m), le pic de la Niscoude (2 963 m)  et le pic de Guerreys (2 975 m) ; le port d'Arriouère (2 588 m), le port d'Ourdissétou (2 403 m),  le port de Pouey le Bon (2 716 m), le port de Plan (2 527 m), le port de Cauarère (2 526 m) et le port de Madèra (2 553 m) permettent le passage vers l’Espagne ;
- à l’ouest : le picoulet de Couret (2 034 m), le pic de Tramezaigues (2 572 m), le pic d’Aret (2 935 m), le pic de Sarroués (2 826 m), le pic d'Escalet (2 728 m) et le pas de Balthazar (2 829 m) permettant le passage vers la vallée du Moudang.

### Hydrographie
La Neste de Rioumajou, qui est un affluent droit de la Neste d'Aure et qui la rejoint au niveau du pont de Camou, coule au centre de la vallée ainsi que ses différents affluents.
On y trouve les lacs de Consaterre (petit et grand) en partie est de la vallée et le lac du barrage le long de la route.

### Faune et flore
La ripisylve du Rioumajou se caractérise notamment par une biodiversité particulièrement riche et préservée. Hormis la possibilité d'observer le vol de grands rapaces parmi les forêts de sapins et de pins sylvestres, la flore de la vallée est aussi pittoresque. Les estives de la vallée sont tapissées d'une mousse, Asphagnum lindbergii : cette espèce est très rare en Europe, et la ripisylve du Rioumajou est le seul endroit connu de France où cette espèce de sphaigne est identifiée.

## Histoire
Jusqu'au milieu du XXe siècle et la construction de la route du tunnel Aragnouet-Bielsa, la vallée a été très fréquentée par les hommes pour traverser à pied, ou à dos de mulet, la frontière franco-espagnole par le port de Plan ou le port d'Ourdissétou. En témoigne la création de l'hospice du Rioumajou qui servait d’escale.

### Lieux et monuments
- Oratoire Notre-Dame-des-Neiges de Rioumajou

## Protection environnementale
La vallée du Rioumajou fait partie d'une zone naturelle protégée, classée ZNIEFF de type 1 : Haute vallée d'Aure en rive droite, de Barroude au col d'Azet

## Voies de communication et transports
On accède à la vallée du Rioumajou par la route au sud de Tramezaïgues, la route départementale 19, goudronnée jusqu’au parking de Frédancon.
Puis le sentier qui constitue l'extrémité sud du GR 105 qui part de Saint-Lary-Soulan et traverse toute la vallée.